# Griekenland op het Eurovisiesongfestival 1989
Griekenland nam deel aan het Eurovisiesongfestival 1989 in Lausanne, Zwitserland. Het was de 12de deelname van het land op het Eurovisiesongfestival. ERT was verantwoordelijk voor de Griekse bijdrage voor de editie van 1989.

## Selectieprocedure
Om de kandidaat te kiezen voor het festival van 1989 werd een nationale finale georganiseerd. Deze vond plaats op 31 maart 1989 en werd gehouden in de tv-studio's van de ERT in Athene. De show werd gepresenteerd door Dafni Bokota. De winnaar werd aangeduid door een expertjury. Dit werd Mariana Efstratiou met het lied To diko sou asteri.

### Uitslag
| № | Artiest            | Lied                 | Punte | Plaats |
| - | ------------------ | -------------------- | ----- | ------ |
| 1 | Mariana Efstratiou | "To Diko Sou Asteri" | 75    | 1      |
| 2 | Dakis              | "Mi Fevgis Anna"     | 62    | 4      |
| 3 | Mando              | "Mono Esi"           | 74    | 2      |
| 4 | Anna Vissi         | "Kleo"               | 69    | 3      |
| 5 | Michalis Rakintzis | "Nana"               | 53    | 6      |
| 6 | Nei Epivates       | "Enohos"             | 62    | 4      |

## In Lausanne
Griekenland moest in Lausanne als 19de optreden, net na Zwitserland en voor IJsland. Op het einde van de puntentelling hadden de Grieken 56 punten verzameld, wat ze op een 9de plaats bracht. Men ontving 2 keer het maximum van de punten, afkomstig van Cyprus en Zwitserland. België en Nederland hadden elk 1 punt over voor deze inzending.

### Gekregen punten

#### Finale
| 12 punten              | 10 punten          | 8 punten | 7 punten | 6 punten                         |
| ---------------------- | ------------------ | -------- | -------- | -------------------------------- |
| - Cyprus - Zwitserland | - Portugal         |          |          | - Noorwegen                      |
| 5 punten               | 4 punten           | 3 punten | 2 punten | 1 punt                           |
| - Verenigd Koninkrijk  | - IJsland - Spanje |          |          | - België - Frankrijk - Nederland |

### Punten gegeven door Griekenland

#### Finale
Punten gegeven in de finale:
| 12 punten | Oostenrijk          |
| 10 punten | Spanje              |
| 8 punten  | Zweden              |
| 7 punten  | Cyprus              |
| 6 punten  | Portugal            |
| 5 punten  | Frankrijk           |
| 4 punten  | Italië              |
| 3 punten  | Duitsland           |
| 2 punten  | Verenigd Koninkrijk |
| 1 punt    | Nederland           |

1974 · 1975 · 1976 · 1977 · 1978 · 1979 · 1980 · 1981 · 1982 · 1983 · 1984 · 1985 · 1986 · 1987 · 1988 · 1989 · 1990 · 1991 · 1992 · 1993 · 1994 · 1995 · 1996 · 1997 · 1998 · 1999-2000 · 2001 · 2002 · 2003 · 2004 · 2005 · 2006 · 2007 · 2008 · 2009 · 2010 · 2011 · 2012 · 2013 · 2014 · 2015 · 2016 · 2017 · 2018 · 2019 · 2020 · 2021 · 2022 · 2023 · 2024 · 2025